# Rio Perequê (São Paulo)
O Rio Perequê é um rio brasileiro localizado na porção sudeste do estado de São Paulo. Alguns pesquisadores acreditam que ele tenha sido o caminho usado em 1550 pelo padre José de Anchieta para ir da Vila de São Vicente em direção a São Paulo. Nasce no Alto da Serra do Mar no município de São Bernardo do Campo e termina em Cubatão, próximo à Rodovia Cônego Domenico Rangoni (Piaçaguera). Neste rio há diversas cachoeiras grandes, a maior delas tem em média 200 metros de altura e fica na divisa dos municípios de São Bernardo do Campo e Cubatão.